# 庆卫镇
庆卫镇，是中华人民共和国四川省内江市威远县曾经下辖的一个镇。2019年12月，撤销庆卫镇，将其所属行政区域划归镇西镇管辖。

## 行政区划
庆卫镇撤销前下辖以下地区：
黄石板社区、黄石村、庆安村、庆丰村、庆和村、庆团村、金龙村、桃李村、跳石河村和世和村。